# Dinornis robustus
Dinornis robustus, também conhecida como moa-gigante-da-Ilha-Sul, é uma espécie extinta da família moa. Era uma ratita e membro da ordem Dinornithiformes. Os Dinornithiformes são pássaros que não voam, com esterno sem quilha. Elas também tem um paladar distinto. A origem dessas aves está se tornando mais clara, pois agora acredita-se que seus ancestrais puderam voar e com isso voaram para as áreas do sul, onde que foram encontradas.
O moa-gigante-da-Ilha-Sul foi a maior de todas. As fêmeas adultas tinham até 2 metros de altura na parte de trás e podiam alcançar uma folhagem de até 3,6 metros, tornando-as as espécies de aves mais altas conhecidas. Vivia na Ilha Sul da Nova Zelândia e seu habitat eram as planícies (matagal, dunas, campos e florestas). Juntamente com outros membros da família moa, a moa-gigante-da-Ilha-Sul foi extinta devido à predação dos seres humanos nos séculos seguintes à colonização humana.

## Galeria

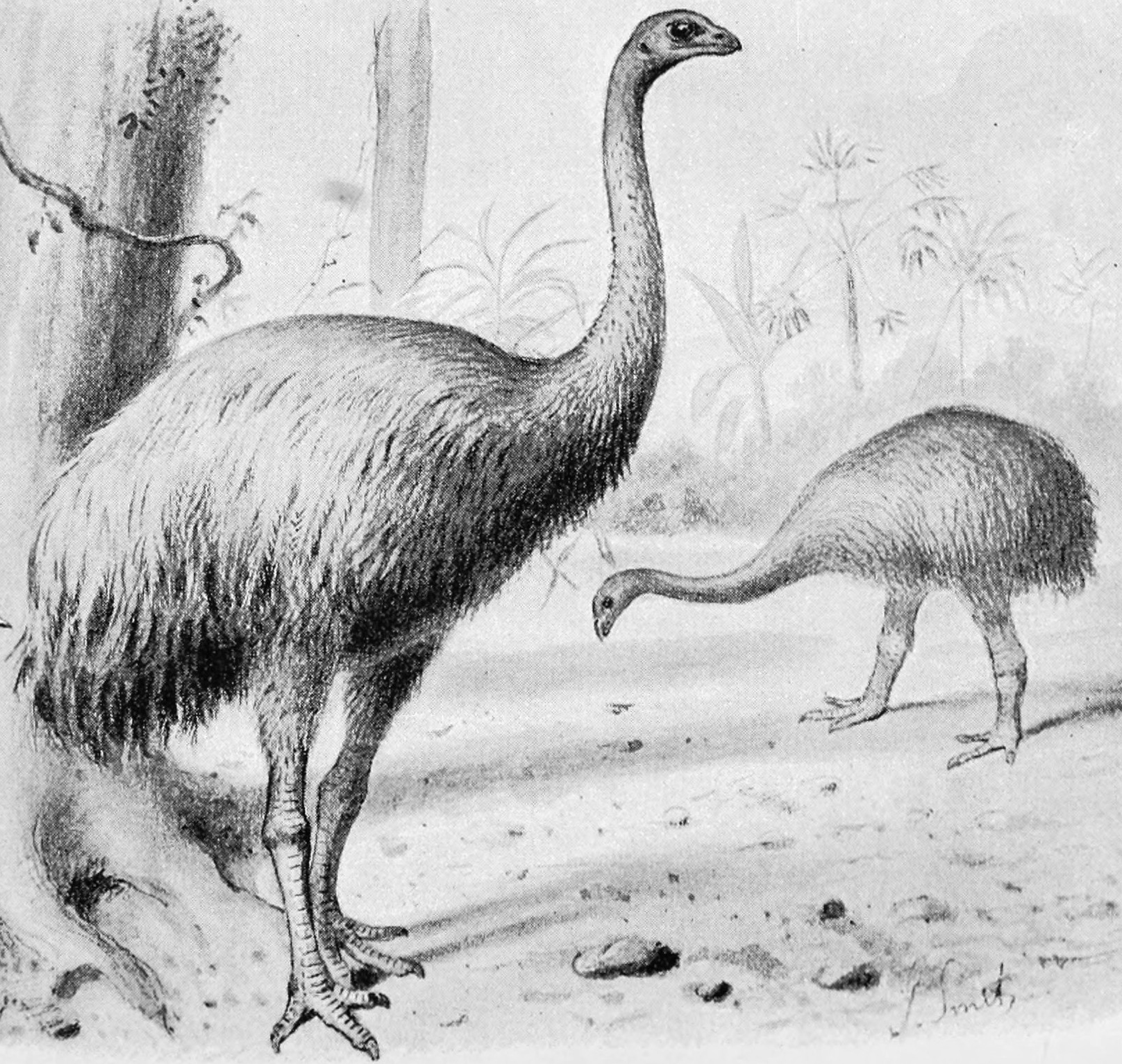
Ilustração
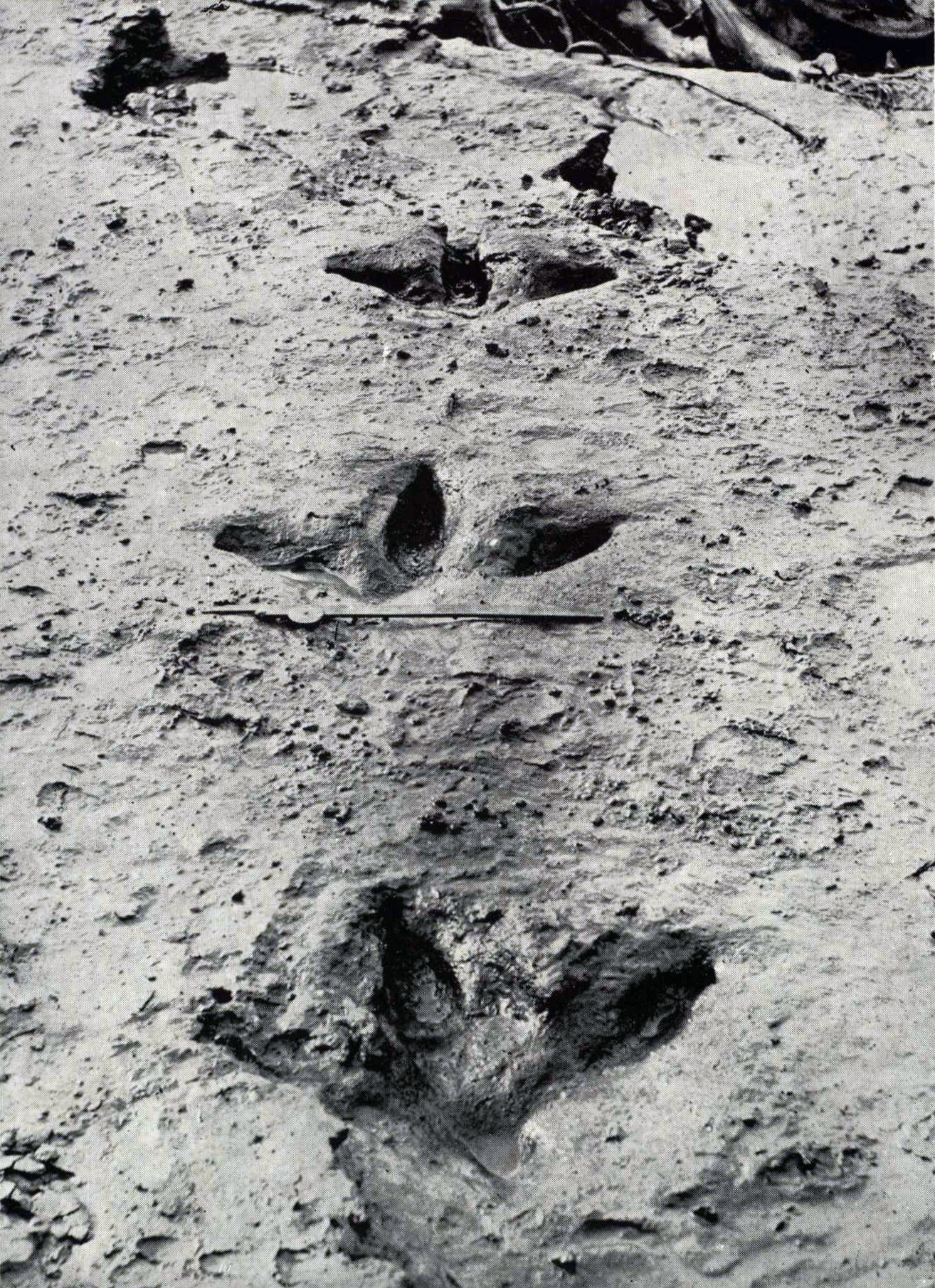
Pegadas
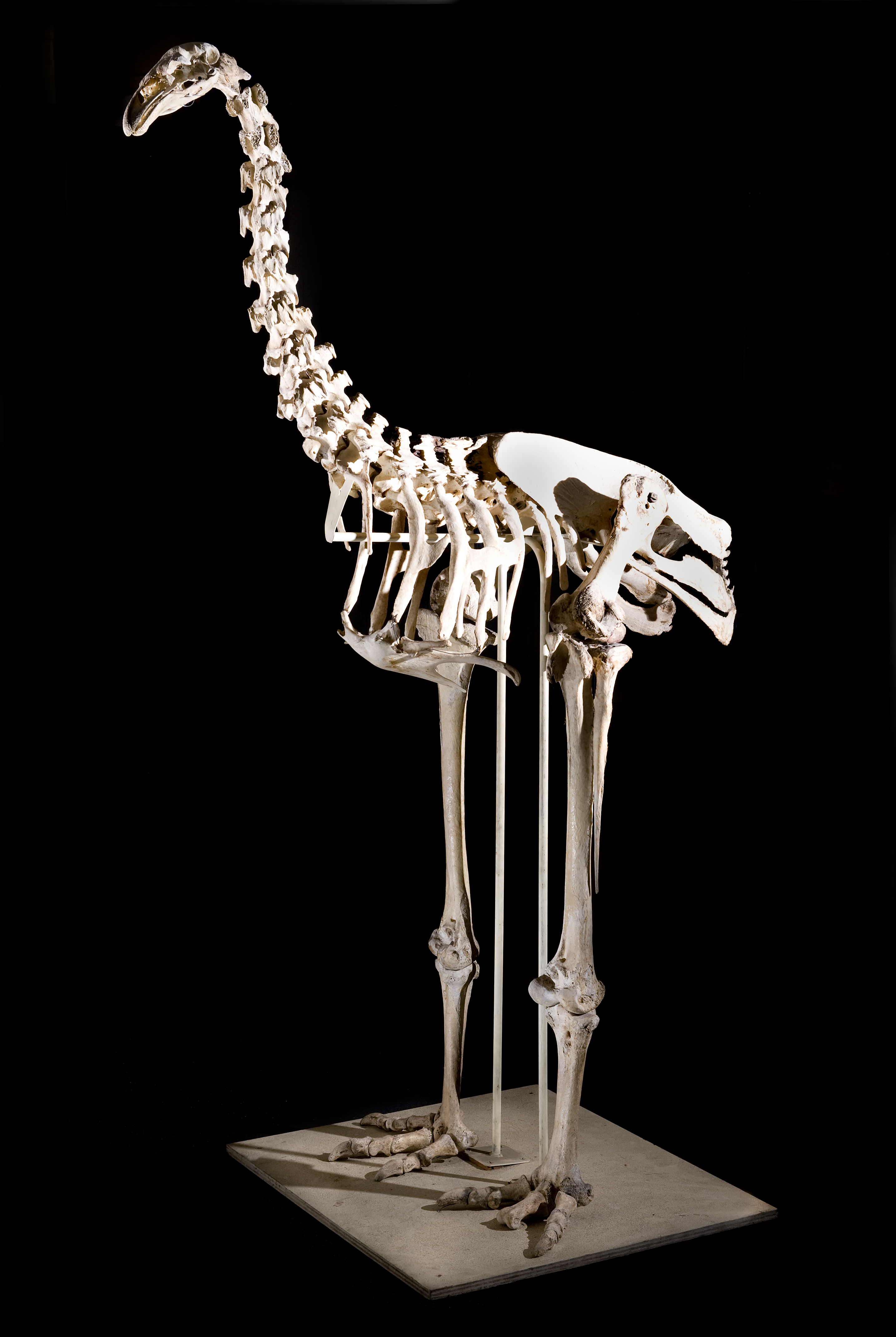
Esqueleto no Museu de Yorkshire
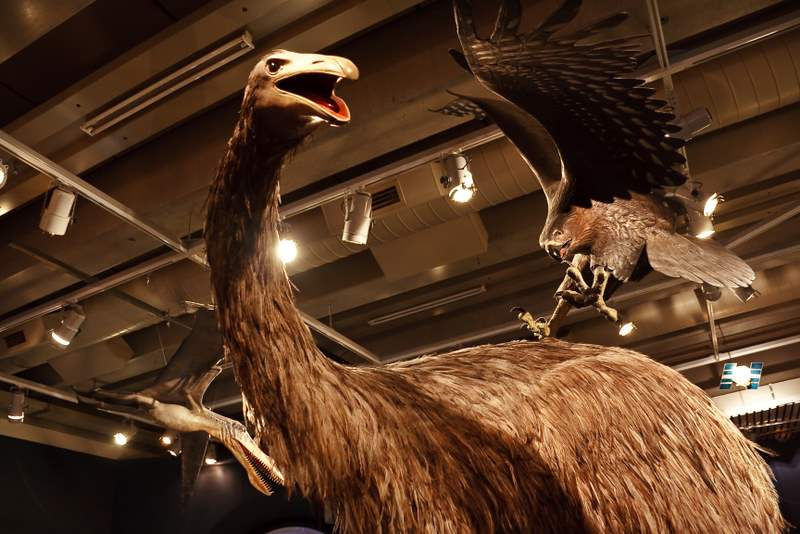
Exposição de uma águia-de-haast atacando uma moa, Museu da Nova Zelândia Te Papa Tongarewa